# Ī
Ī, ī は、Iにマクロンを付した文字である。日本語のローマ字、中国語のピン音、ラトビア語、ポリネシア諸語のマオリ語やハワイ語で使われる。主に[i]の長音を示す。

## 日本語での使用
日本語のローマ字では「い」の音の長音および、「い」の音の連続を示す。
小文字の「ī」は、通常日本語では「i」のドットは省略せず、ドットの上にマクロンを表記する。
長音で表す場合[iː]の発音であり、「い」の音の連続の場合は[ii]である。
例：
SHĪCHIKIN（シーチキン）、KĪ（キー）、NĪSAN（にいさん）
子音との組み合わせ
- Ī、KĪ、SHĪ(SĪ)、CHĪ(TĪ)、NĪ、HĪ、MĪ、YĪ、RĪ、WĪ、GĪ、JĪ(ZĪ)、DĪ、BĪ、PĪ、VĪ、FĪ

## 日本語以外での使用
中国語では第一声（陰平）を示す。
マオリ語やハワイ語ではiの長音を表す。ハワイ語のアルファベットを表す語をハワイ語で表すとka pī‘āpā Hawai‘iになる。

## 符号位置
| 大文字 | Unicode | JIS X 0213 | 文字参照       | 小文字 | Unicode | JIS X 0213 | 文字参照       | 備考 |
| ------ | ------- | ---------- | -------------- | ------ | ------- | ---------- | -------------- | ---- |
| Ī      | U+012A  | 1-9-86     | &#x12A; &#298; | ī      | U+012B  | 1-9-91     | &#x12B; &#299; |      |